# Meghna
A Meghna (bengáli: মেঘনা) folyó Dél-Ázsiában, India és Banglades területén. A Gangesz-delta három fő folyójának egyike (Gangesz, Brahmaputra, Meghna). 
A Barak - Surma nevű beletorkoló mellékágakkal együtt kb. 1040 km hosszú folyam. Barak ága India területén, Manipur államban ered. Banglades keleti részén átfolyva, Dakka alatt torkollik a Padmába (a Gangesz és a Brahmaputra közös, fő ága). Ezzel Ázsia legnagyobb vízhozamú folyamává válik (36.500-44.000 m³/s). Ezután Alsó-Meghnaként nevezve, mintegy 130 km után ömlik a Bengáli-öbölbe. 

## Fordítás
- Ez a szócikk részben vagy egészben  a   Meghna River című angol Wikipédia-szócikk fordításán alapul.  Az eredeti cikk szerkesztőit annak laptörténete sorolja fel. Ez a jelzés csupán a megfogalmazás eredetét és a szerzői jogokat jelzi, nem szolgál a cikkben szereplő információk forrásmegjelöléseként.
- Ez a szócikk részben vagy egészben  a   Meghna című német Wikipédia-szócikk fordításán alapul.  Az eredeti cikk szerkesztőit annak laptörténete sorolja fel. Ez a jelzés csupán a megfogalmazás eredetét és a szerzői jogokat jelzi, nem szolgál a cikkben szereplő információk forrásmegjelöléseként.